# Xestoleberis gracilis
Xestoleberis gracilis is een mosselkreeftjessoort uit de familie van de Xestoleberididae. De wetenschappelijke naam van de soort is voor het eerst geldig gepubliceerd in 1890 door Brady.